# Lebe lieber ungewöhnlich
Lebe lieber ungewöhnlich (Originaltitel: A Life Less Ordinary) ist eine US-amerikanische Filmkomödie aus dem Jahr 1997. Die Regie führte Danny Boyle, das Drehbuch schrieb John Hodge. Die Hauptrollen spielten Ewan McGregor und Cameron Diaz.

## Handlung
Als Celine Naville (Cameron Diaz) gerade von ihrem reichen Vater Francis gezwungen werden soll, endlich zu arbeiten, platzt der kurz zuvor entlassene Putzmann Robert Lewis (Ewan McGregor) herein und versucht, mit vorgehaltener Waffe seinen alten Job wiederzubekommen.
In dem entstehenden Durcheinander nimmt Robert Celine als Geisel und flieht zusammen mit ihr. Sie übernimmt schon bald die Initiative und gemeinsam erpressen sie ihren Vater mit ihr als vermeintlichem Kidnapping-Opfer. Gleichzeitig versuchen die Engel O’Reilly und Jackson, die sich als Killer ausgeben, Gefühle zwischen Robert und Celine zu wecken. Als Jackson nach einer missglückten Geldübergabe vorgibt, er würde gleich Robert töten, überwältigt ihn Celine.
Bei einem Banküberfall der beiden rettet Robert Celine vor einem Wachmann und wird selbst angeschossen. Als er sie zusammen mit ihrem Ex-Liebhaber, bei dem sie Unterschlupf gefunden haben, beobachtet, trennen sich die beiden im Streit. Er findet vorerst alleine Unterschlupf als eine Putzkraft in einer Bar. Jackson schreibt mit der Handschrift Roberts einen Liebesbrief mit einem Gedicht, das Celine schön findet. Sie kommt in die Bar; Robert sagt ehrlich, er habe das Gedicht nie geschrieben. Celine läuft gedemütigt weg, der Barbesitzer wundert sich, dass Robert sie gehen lässt.
Die verzweifelten Engel entführen Celine und halten sie gefangen. Robert kommt, um sie zu befreien. Als er und Jackson miteinander kämpfen, erscheint Francis Naville ebenfalls und sein Helfer erschießt die beiden Engel. Als Robert ebenfalls erschossen werden soll, rettet ihn Celine mit einem Schuss durch sein Herz, wie er es im Traum vorausgesehen hat. Im Himmel wird ein Wunder genehmigt und Robert lebt weiter – gemeinsam mit Celine.

## Kritiken
James Berardinelli schrieb auf ReelViews, Lebe lieber ungewöhnlich sei ungewöhnlich – was ein Teil des Problems sei. Der Film fokussiere sich so sehr darauf, schrullig zu sein, dass er in Klischees verfalle. Er biete eine Reihe der Parodien, die manchmal amüsant, manchmal klug und manchmal langweilig seien. Es gebe keine Chemie zwischen den Hauptdarstellern. Der Kritiker lobte Holly Hunter und Delroy Lindo, die als Paar mehr Chemie aufweisen und bewusst übertrieben spielen würden. Die anderen Nebenrollen seien „interessant“ besetzt; Berardinelli erwähnte Ian Holm, Stanley Tucci, Tony Shalhoub, Maury Chaykin und Dan Hedaya, der den Erzengel Gabriel als mürrischen Vertreter des mittleren Managements darstelle.
Das Lexikon des internationalen Films schrieb: „Vorgeblich eine leidenschaftliche Liebesgeschichte, verliert sich die Inszenierung in selbstgefälligem Aktionismus, der mehr auf Effekte als auf Inhalte zielt. Dabei gibt der Film seine potentiellen Substanzen preis, weil er allzu sehr auf den Zeitgeist zugeschnitten ist.“
Die Zeitschrift TV Spielfilm 2/1998 bezeichnete den Film als „knallbunt“ und „rabenschwarz“, TV Today 2/1998 als „frech“ und „bonbonfarben“, Cinema 2/1998 als „originell, aber chaotisch“.

## Auszeichnungen
Ewan McGregor gewann den britischen Filmpreis Empire Award. Ewan McGregor und Cameron Diaz wurden für den MTV Movie Award nominiert, eine weitere Nominierung für diesen Preis erhielt der Song Deadweight von Beck.
Die Deutsche Film- und Medienbewertung FBW in Wiesbaden verlieh dem Film das Prädikat wertvoll.

## Hintergründe
Der Film wurde in Los Angeles, in Layton (Utah) und in Salt Lake City (Utah) gedreht. Seine Produktionskosten betrugen schätzungsweise 12 Millionen US-Dollar. Der Film spielte in den Kinos der USA ca. 4,27 Millionen US-Dollar ein. In Deutschland wurden etwa 149.000 Kinozuschauer gezählt und in Frankreich etwa 208.000.
Auf dem Soundtrack sind neben Deadweight von dem Musiker Beck, unter anderem die Single zum Film, A Life Less Ordinary von Ash sowie eine neue Version des R.E.M.-Klassikers Leave, die im dramaturgischen Höhepunkt des Films zu hören ist, und Stücke von so unterschiedlichen Künstlern wie Leftfield, Elvis Presley und The Cardigans enthalten. Das im Film von Robert und Celine vorgetragene Beyond the Sea ist in der Version von Bobby Darin ebenfalls auf dem Soundtrack zu finden.

## Deutsche Fassung
Die deutsche Synchronbearbeitung stammt aus dem Jahr 1998.
| Rolle          | Darsteller    | Synchronsprecher |
| -------------- | ------------- | ---------------- |
| Robert Lewis   | Ewan McGregor | Philipp Moog     |
| Celine Naville | Cameron Diaz  | Katrin Fröhlich  |
| O’Reilly       | Holly Hunter  | Sibylle Nicolai  |
| Mr. Naville    | Ian Holm      | Berno von Cramm  |
| Jackson        | Delroy Lindo  | Tilo Schmitz     |